# Waikato International 2016
Die Waikato International 2016 im Badminton fanden vom 17. bis zum 20. März 2016 in Hamilton statt.

## Sieger und Platzierte
| Disziplin    | Gold                                         | Silber                          | Bronze                               |
| ------------ | -------------------------------------------- | ------------------------------- | ------------------------------------ |
| Herreneinzel | Nguyễn Tiến Minh                             | Shih Kuei-chun                  | Liu Wei-chi                          |
| Herreneinzel | Nguyễn Tiến Minh                             | Shih Kuei-chun                  | Abhinav Manota                       |
| Dameneinzel  | Vũ Thị Trang                                 | Wendy Chen                      | Joy Lai                              |
| Dameneinzel  | Vũ Thị Trang                                 | Wendy Chen                      | Achini Ratnasiri                     |
| Herrendoppel | Liu Wei-chen Yang Po-han                     | Su Ching-heng Yang Po-hsuan     | Lin Shang-kai Lu Ching-yao           |
| Herrendoppel | Liu Wei-chen Yang Po-han                     | Su Ching-heng Yang Po-hsuan     | Abhinav Manota Dylan Soedjasa        |
| Damendoppel  | Tiffany Ho Jennifer Tam                      | Vicki Copeland Anona Pak        | Sally Fu Maria Masinipeni            |
| Damendoppel  | Tiffany Ho Jennifer Tam                      | Vicki Copeland Anona Pak        | Susannah Leydon-Davis Doriana Rivera |
| Mixed        | Kevin Dennerly-Minturn Susannah Leydon-Davis | Abhinav Manota Justine Villegas | Ashwant Gobinathan Tiffany Ho        |
| Mixed        | Kevin Dennerly-Minturn Susannah Leydon-Davis | Abhinav Manota Justine Villegas | Shane Masinipeni Maria Masinipeni    |